# مقاطعة هانزفورد (تكساس)
مقاطعة هانزفورد (بالإنجليزية: Hansford  County)‏ هي إحدى المقاطعات في ولاية تكساس، الولايات المتحدة الأمريكية.